# Episodi di Circeo
La miniserie televisiva Circeo, composta da 6 episodi, è stata distribuita in prima visione sul servizio di streaming Paramount+ dal 15 al 29 settembre 2022 e trasmessa in chiaro su Rai 1 ogni martedì dal 14 al 28 novembre 2023 con due episodi alla volta in tre prime serate.
| nº | Titolo     | Pubblicazione     | Prima TV         |
| -- | ---------- | ----------------- | ---------------- |
| 1  | Episodio 1 | 15 settembre 2022 | 14 novembre 2023 |
| 2  | Episodio 2 | 15 settembre 2022 | 14 novembre 2023 |
| 3  | Episodio 3 | 22 settembre 2022 | 21 novembre 2023 |
| 4  | Episodio 4 | 22 settembre 2022 | 21 novembre 2023 |
| 5  | Episodio 5 | 29 settembre 2022 | 28 novembre 2023 |
| 6  | Episodio 6 | 29 settembre 2022 | 28 novembre 2023 |

## Episodio 1
- Diretto da: Andrea Molaioli
- Soggetto di: Flaminia Gressi, Viola Rispoli e Lisa Nur Sultan
- Scritto da: Flaminia Gressi e Viola Rispoli

### Trama
29 settembre 1975. La diciassettenne Donatella Colasanti e la diciannovenne Rosaria Lopez hanno un appuntamento con dei ragazzi che avevano conosciuto pochi giorni prima al bar della torre Fungo dell'EUR tramite un amico comune. Gianni Guido (studente diciannovenne di architettura) e Angelo Izzo (studente ventenne di medicina) convincono le ragazze ad andare a una festa a casa dell'amico comune, ubicata a Lavinio, frazione di Anzio. Le ragazze non sanno che i due sono militanti neofascisti, che avevano scontato venti mesi di carcere per una rapina e che Izzo era stato condannato a due anni di reclusione, mai scontati a seguito di una sospensione condizionale della pena, per aver violentato due ragazze.
- Ascolti: telespettatori 2 614 000 – share 13,90%[4].

## Episodio 2
- Diretto da: Andrea Molaioli
- Soggetto di: Flaminia Gressi, Viola Rispoli e Lisa Nur Sultan
- Scritto da: Flaminia Gressi e Viola Rispoli

### Trama
Alle 18:20 i ragazzi arrivano a Villa Moresca, una dimora del Circeo di proprietà della famiglia di Andrea Ghira, figlio ventiduenne dell'imprenditore edile e campione olimpico di pallanuoto Aldo Ghira, che non avevano ancora incontrato. I ragazzi dicono alle amiche che lì devono incontrare un altro amico per recarsi poi tutti insieme a Lavinio; dopo qualche ora trascorsa a chiacchierare e ad ascoltare musica, all'improvviso Izzo e Guido cominciano a fare esplicite avances sessuali alle ragazze, le quali non accondiscendono, provocando una reazione furiosa dei giovani che le minacciano con una pistola millantando di far parte del clan dei marsigliesi. Per più di un giorno e una notte le due ragazze verranno violentate, seviziate, massacrate e insultate da Izzo, Guido e Ghira, che si era aggiunto presentandosi come il capo dei marsigliesi. Nel mezzo delle torture Guido si assenta momentaneamente per cenare a Roma con i suoi familiari, poi fa ritorno al Circeo dai suoi amici aguzzini. Le ragazze vengono drogate e Rosaria viene trascinata nel bagno al piano superiore della villa dove viene ulteriormente picchiata e infine annegata nella vasca da bagno. I tre tentano poi di strangolare Donatella con una cintura e seguitano a colpirla di prepotenza.
- Ascolti: telespettatori 2 614 000 – share 13,90%[4].

## Episodio 3
- Diretto da: Andrea Molaioli
- Soggetto di: Flaminia Gressi, Viola Rispoli e Lisa Nur Sultan
- Scritto da: Flaminia Gressi e Viola Rispoli

### Trama
In un momento di distrazione degli aguzzini, Donatella riesce a raggiungere un telefono e cerca di chiedere aiuto, ma viene scoperta e ulteriormente colpita con una spranga di ferro. A quel punto la ragazza si lascia cadere a terra fingendosi morta; credendo di aver ucciso anche lei, i tre aguzzini la rinchiudono insieme al cadavere di Rosaria nel bagagliaio di una FIAT 127 bianca. I tre poi partono alla volta di Roma, intenzionati a disfarsi dei cadaveri, e lasciano l'auto nei pressi della casa di Guido prima di andare a cena. Alle 22:50 un metronotte si accorge dei rumori che provengono dalla vettura e allerta i Carabinieri che accorrono sul posto e aprono il bagagliaio della vettura trovando le due ragazze. Donatella viene trasportata in ospedale, Izzo e Guido vengono arrestati dopo poco mentre Ghira, messo in allarme da una soffiata, si rende latitante.
- Ascolti: telespettatori 2 526 000 – share 14,51%[5].

## Episodio 4
- Diretto da: Andrea Molaioli
- Soggetto di: Flaminia Gressi, Viola Rispoli e Lisa Nur Sultan
- Scritto da: Flaminia Gressi e Viola Rispoli

### Trama
Teresa Capogrossi, giovane avvocatessa dello studio Tarsitano, si interessa da subito al caso, si avvicina a Donatella in ospedale diventando poi il suo avvocato. Le due passeranno diverso tempo insieme nei mesi a seguire per preparare la difesa in vista del processo che si tiene a Latina con il supporto dell'avvocato Tina Lagostena Bassi e di diverse associazioni femministe che si costituiscono parte civile e presenziano al processo.
- Ascolti: telespettatori 2 526 000 – share 14,51%[5].

## Episodio 5
- Diretto da: Andrea Molaioli
- Soggetto di: Flaminia Gressi, Viola Rispoli e Lisa Nur Sultan
- Scritto da: Flaminia Gressi e Viola Rispoli

### Trama
Il 29 luglio 1976 in primo grado vengono condannati all'ergastolo, senza alcuna attenuante, Izzo e Guido, e in contumacia anche Andrea Ghira il quale, come verrà poi dimostrato , era riuscito a fuggire in Spagna dove adotterà un falso nome arruolandosi nella legione straniera spagnola dalla quale verrà espulso per abuso di stupefacenti nel 1994 poco prima di morire di overdose a Melilla. La sentenza viene poi modificata in appello il 28 ottobre 1980 per Guido e la condanna viene ridotta a trent'anni di reclusione, dopo la dichiarazione di pentimento e l'accettazione da parte della famiglia della ragazza uccisa di un risarcimento. Guido riesce in seguito a evadere dal carcere di San Gimignano nel gennaio del 1981 fuggendo a Buenos Aires dove verrà arrestato due anni dopo.
- Ascolti: telespettatori 2 350 000 – share 13,30%[6].

## Episodio 6
- Diretto da: Andrea Molaioli
- Soggetto di: Flaminia Gressi, Viola Rispoli e Lisa Nur Sultan
- Scritto da: Flaminia Gressi e Viola Rispoli

### Trama
In attesa dell'estradizione, nell'aprile del 1985 riuscirà ancora a fuggire e nel giugno del 1994 verrà di nuovo catturato a Panama, dove si era rifatto una vita come commerciante di autovetture, ed estradato in Italia. Izzo invece, dopo aver ottenuto la semilibertà nel dicembre del 2004, nell'aprile del 2005 vicino a Campobasso con un complice ucciderà moglie e figlia di un pentito della Sacra Corona Unita conosciuto in carcere; nel gennaio del 2007 Izzo verrà così condannato all'ergastolo. Nel frattempo Donatella Colasanti era morta il 30 dicembre 2005, all'età di quarantasette anni, a Roma per un tumore al seno, ancora duramente sconvolta per la violenza subita trent'anni prima; avrebbe voluto assistere al nuovo processo contro Izzo. Nel 2008, dopo quattordici anni, Guido torna in libertà fruendo di uno sconto di pena grazie all'indulto.
- Ascolti: telespettatori 2 350 000 – share 13,30%[6].